# Evan Williams (Unternehmer)

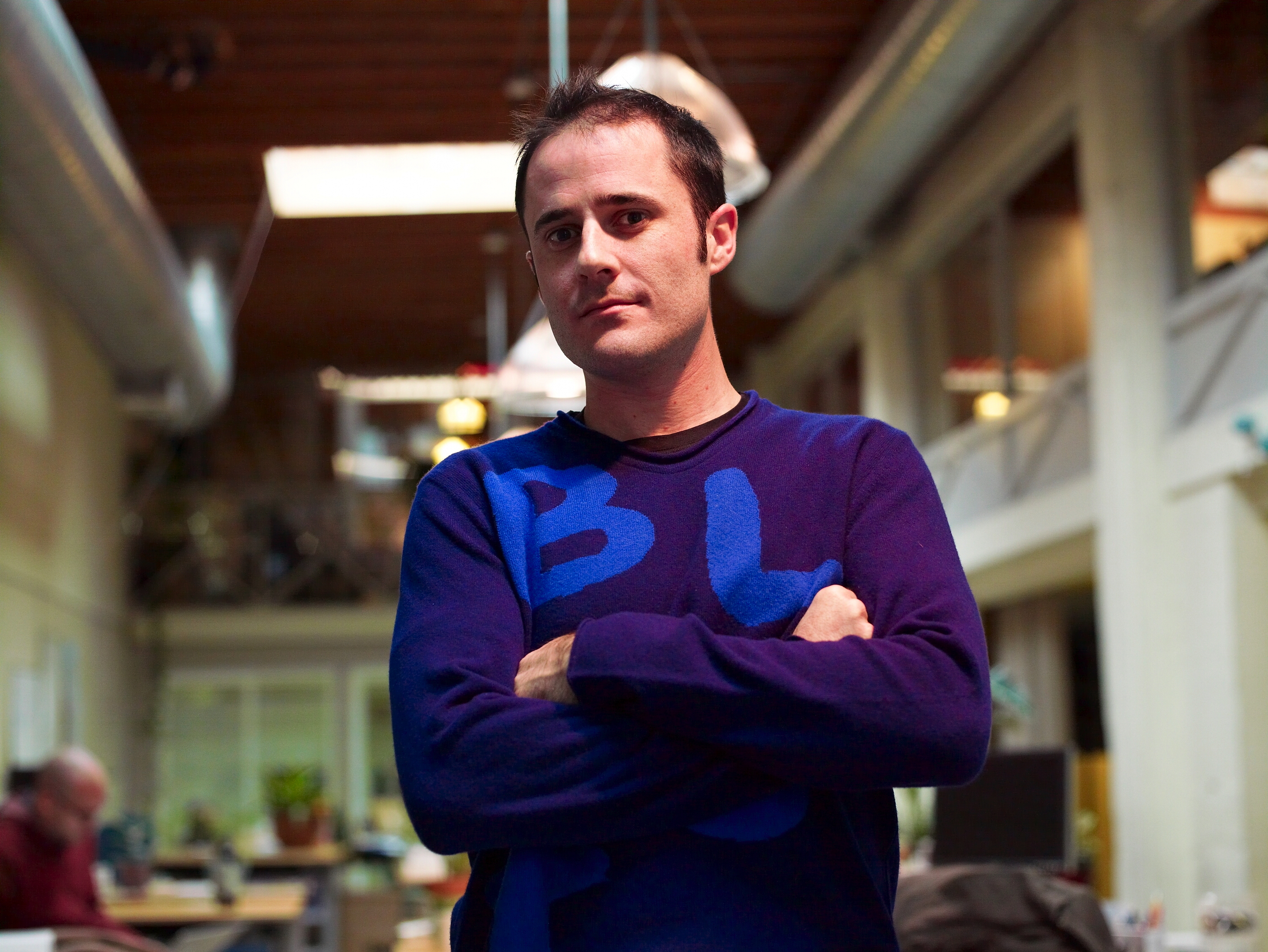
Evan Williams im Twitterbüro, Dezember 2007

Evan Williams (* 31. März 1972 in Clarks, Nebraska) ist ein amerikanischer Unternehmer, der mehrere Internetunternehmen gegründet hat.

## Karriere
Williams gründete 1999 zusammen mit Meg Hourihan die Firma Pyra Labs und entwickelte dort unter anderem die erfolgreiche Webseite Blogger.com. Am 17. Februar 2003 wurde Pyra Labs an Google verkauft. Williams war daraufhin bis Oktober 2004 bei Google beschäftigt.
Gemeinsam mit Biz Stone, mit dem er zuvor bei Google zusammengearbeitet hatte, gründete er 2005 das Podcasting-Startup Odeo. In einem Forschungsprojekt von Odeo entstand Anfang 2006 der Mikroblogging-Dienst Twitter, der im April 2007 in eine gleichnamige Firma ausgelagert wurde. Williams war von Oktober 2008 bis Oktober 2010 CEO von Twitter. 2019 zog er sich auch aus dem Aufsichtsrat von Twitter zurück.
Anschließend gründete er Medium.com, das im August 2012 online ging. Anfang 2017 drückte er seine Unzufriedenheit mit Werbung als einziger Einnahmequelle für Onlinepublikationen aus. Im Juli 2022 zog sich Williams als CEO von Medium zurück und wurde Aufsichtsratsvorsitzender.
Aktuell ist er Hauptinvestor des neuen sozialen Netzwerks Maven, das „auf Likes und Follower verzichtet und es dem Zufall überlässt, was in den Feeds der Nutzer erscheint“. Dadurch soll den Nutzenden Stress erspart und gleichzeitig die psychische Gesundheit erhalten bleiben.